# La Chapelle-Naude
La Chapelle-Naude är en kommun i departementet Saône-et-Loire i regionen Bourgogne-Franche-Comté i östra Frankrike. Kommunen ligger i kantonen Louhans som tillhör arrondissementet Louhans. År 2022 hade La Chapelle-Naude 496 invånare.

## Befolkningsutveckling
Antalet invånare i kommunen La Chapelle-Naude
| Referens: INSEE |